# Taisnières-sur-Hon
Taisnières-sur-Hon é uma comuna francesa na região administrativa de Altos da França, no departamento do Norte. Estende-se por uma área de 16.22 km². Em 2010 a comuna tinha 976 habitantes (densidade: 60,2 hab./km²).